# Munktells Typ 22
Munktells Typ 22 var en traktor tillverkad 1921-1934 av Munktells Mekaniska Verkstad i Eskilstuna. Den ersatte modellen 20-24 hk och var en helt nykonstruerad traktor där den största nyheten var att motor, växellåds- och bakaxelhus var hopbyggda till en bärande enhet utan någon bärande ram. Motorn var tvåcylindrig tvåtakts tändkulemotor med en maximal effekt på 26 hk. Namnet Typ 22 kom av att motorn ansågs ge 22 hk vid "normal belastning". Efter 1 579 exemplar ersattes modellen 1934 av Typ 25.

## Tekniska data Munktells Typ 22
Motor:
- Beteckning: Munktells Typ 22 hk
- Typ: Tvåcylindrig tvåtakts tändkulemotor med sidoinsprutning
- Bränsle: Råolja (diesel)
- Cylindervolym: 7,3 l
- Max effekt: 26 hk

Transmission:
- Växlar: 3 fram, 1 back
- Drivning: Bakhjulsdrift

Produktion
- Tillverkningsår: 1921-1934
- Antal tillverkade: 1 579